# براندان تايلور
براندان تايلور (6 فبراير 1986 في زيمبابوي - ) (بالإنجليزية: Brendan Taylor) هو لاعب كريكت نيوزلندي. لعب مع منتخب زمبابوي للكريكت وصن رايزرز حيدر آباد وChittagong Vikings ‏ وUthura Rudras ‏ وWellington cricket team ‏.

## وصلات خارجية
- براندان تايلور على موقع إي آس بي آن كريك إنفو (الإنجليزية)